# Aleksander Surdej
Aleksandr Surdej (ur. 2 października 1961) – polski ekonomista, profesor Uniwersytetu Ekonomicznego w Krakowie (UEK). Stały Przedstawiciel RP przy Organizacji Współpracy Gospodarczej i Rozwoju (2016–2023), ambasador RP w Wietnamie (2023–2024).

## Życiorys
Ukończył międzynarodowe stosunki gospodarcze na Akademii Ekonomicznej w Krakowie (UEK), socjologię na Uniwersytecie Jagiellońskim oraz stosunki międzynarodowe na Johns Hopkins University. Odbył studia doktoranckie w Europejskim Instytucie Uniwersyteckim, a przez rok był zatrudniony jako badacz w Centrum im. Roberta Schumana EUI we Florencji oraz w krótszym okresie w World Institute for Development Economics Research w Helsinkach. W 1995 obronił na UJ doktorat pt. Związki zawodowe w procesie reform gospodarczych (promotor: Jan Jerschina), zaś w 2006 habilitację na UEK (Determinanty regulacji administracyjnoprawnych w oddziaływaniu państwa na gospodarkę).
W 1996 rozpoczął pracę na UEK. Zatrudniony na stanowisku profesora na UEK, gdzie w 2007-2016 kierował Katedrą Studiów Europejskich na Wydziale Ekonomii i Stosunków Międzynarodowych. Twórca i dyrektor Centrum Przedsiębiorstw Rodzinnych UEK.
Jest ekspertem w dziedzinie gospodarki międzynarodowej, międzynarodowych regulacji gospodarczych, ekonomii rozwoju, analizy polityk publicznych oraz globalnych polityk publicznych. Zajmuje się głównie analizą mechanizmów współpracy i rywalizacji w gospodarce międzynarodowej, ze szczególnym naciskiem na regulacyjną rolę organizacji międzynarodowych. Autor i redaktor kilkunastu książek oraz ponad 70 artykułów naukowych. Współpracował w grupie Wima Koka przygotowującej w 2002 raport o planowanym rozszerzeniu UE. Współpracował z Bankiem Światowym, Kancelarią Prezesa Rady Ministrów. Członek rady naukowej Centre for Regional Economic and Enterprise Development University of Sheffield oraz rady programowej The European Network on Regional Labour Market Monitoring i rady Muzeum Zamku w Łańcucie. Jako analityk i komentator spraw międzynarodowych współpracował z Ośrodkiem Myśli Politycznej czy Centrum im. Adama Smitha. Jako publicysta wypowiada się m.in. w „Rzeczpospolitej”, „Dzienniku Polskim”. Jako redaktor biuletynu NZS Akademii Ekonomicznej w Krakowie przetłumaczył w 1981 z francuskiego wywiad Oriany Fallaci z Lechem Wałęsą. Z włoskiego przetłumaczył prace księdza Luigi Giussaniego „Ryzyko wychowawcze”, a z angielskiego wiele artykułów naukowych.
Od 19 sierpnia 2016 do 31 października 2023 był Stałym Przedstawicielem RP przy OECD w Paryżu. Przewodniczył Komitetowi Ewaluacji OECD (2020–2021). Od czerwca 2021 do października 2023 był dziekanem korpusu ambasadorów przy OECD. W 2023 mianowany ambasadorem w Wietnamie. Misję rozpoczął 5 grudnia 2023. Listy uwierzytelniające złożył 29 stycznia 2024. Urzędowanie zakończył w lipcu 2024. 
Jest ojcem czwórki dzieci. Włada biegle językiem angielskim, francuskim, włoskim oraz poprawnie rosyjskim.

## Wybrane publikacje
- Tożsamość i efektywność: w poszukiwaniu mechanizmów zrównoważonego rozwoju [wraz z Katarzyną Jarecką-Stępień], Toruń: Wydawnictwo Adam Marszałek, 2016, ISBN 978-83-8019-542-4.
- Economic Challenges for Higher Education in Central and Eastern Europe [red. nauk. wraz z Marcinem Kędzierskim], Toruń: Wydawnictwo Adam Marszałek, 2015, ISBN 978-83-8019-270-6.
- Terytorializacja lub funkcjonalizacja: dylematy ugrupowań integracyjnych [red. nauk. wraz z Janem Brzozowskim], Toruń: Wydawnictwo Adam Marszałek, 2013, ISBN 978-83-7780-536-7.
- Ewaluacja w polityce publicznej [red.nauk.], Warszawa: Difin, 2013, ISBN 978-83-7641-938-1
- Wprowadzenie do problematyki globalnych reżimów regulacyjnych [red. nauk. wraz z Janem Brzozowskim], Toruń: Wydawnictwo Adam Marszałek, 2012, ISBN 978-83-7780-172-7.
- Analiza ekonomiczna w polityce publicznej [red. nauk.], Warszawa : Wydawnictwo Naukowe Scholar, 2012, ISBN 978-83-7383-579-5.
- Succession Choices in Family Businesses. The Case of Poland [ed. with Krzysztof Wach], Toruń; Kraków: Wydawnictwo Adam Marszałek, 2011.
- Exploring the dynamics of entrepreneurship [red. wraz z Krzysztofem Wachem], Toruń; Kraków: Wydawnictwo Adam Marszałek, 2010, ISBN 978-83-7611-584-9.
- Managing Ownership and Succession in Family Firms [ed. with Krzysztof Wach], Warszawa: Difin, 2010, ISBN 978-83-7383-402-6.
- Przedsiębiorstwa rodzinne wobec wyzwań sukcesji [wraz z Krzysztofem Wachem], Warszawa: Difin, 2010.
- Współczesne procesy fragmentaryzacji i rekompozycji: księga pamiątkowa dedykowana Profesorowi Jerzemu Mikułowskiemu Pomorskiemu [red. nauk.], Kraków : Wydawnictwo Akademii Ekonomicznej, 2007.
- Determinanty regulacji administracyjnoprawnych w oddziaływaniu państwa na gospodarkę, Kraków: Wydawnictwo Akademii Ekonomicznej w Krakowie, 2006, ISBN 83-7252-297-9.
- Small- and medium-sized development in Poland after 1990, Helsinki: WIDER, 2000.
- Polityka państwa wobec sektora małych i średnich przedsiębiorstw we Włoszech, Warszawa: Polska Fundacja Promocji i Rozwoju Małych i Średnich Przedsiębiorstw, 2000.